# Đậu phụ Mơ
Đậu phụ là một món ăn bình dân, được làm từ đậu tương. Một miếng đậu truyền thống thường có màu trắng, sờ tay thấy mềm, trọng lượng xấp xỉ nửa lạng (~0,05 kg) dạng khối chữ nhật kích thước vào khoảng rộng 4 cm, dài 7 cm và dày hơn 2 cm. Mỗi địa phương tại Việt Nam lại có cách làm đậu phụ riêng, tuy nhiên đậu Mơ được làm tại làng Mai Động, nay thuộc quận Hoàng Mai, Hà Nội được cho là ngon hơn cả.
Tuy đậu được làm tại làng Mai Động nhưng vốn làng này thuộc Kẻ Mơ (gồm: Hoàng Mai, Hồng Mai, Tương Mai, Bạch Mai, Mai Động) nên đậu được gọi là đậu Mơ. Xuất xứ tên gọi này cũng giống với món cà Mơ nổi tiếng trong ẩm thực Hà thành (nay đã thất truyền) vốn là giống cà được trồng ở làng Hoàng Mai cũng thuộc Kẻ Mơ và nằm ngay sát làng Mai Động. Dấu vết của đơn vị hành chính Kẻ Mơ cũng lưu lại với tên gọi Chợ Mơ là một chợ nhỏ nằm trên ngã tư giao 2 phố Bạch Mai và Minh Khai tại Hà Nội cho đến ngày nay.
Quy trình làm đậu Mơ tại làng Mai Động được truyền từ đời này qua đời khác và phổ biến với tất cả các gia đình trong làng. Nhà ai cũng biết quy trình làm đậu phụ và trước đây có rất nhiều gia đình sống bằng nghề này. Người làm đậu thường dậy từ rất sớm, khoảng 3h sáng để bắt đầu công việc của mình theo trình tự:

## Xay và nấu đậu
1. Đậu tương vàng ngâm từ hôm trước được vo tróc lớp vỏ bên ngoài
2. Đậu vo xong được đưa vào xay trong cối đá để lấy nước cốt đậu. Quá trình xay đậu tương luôn được bổ sung thêm nước nên sau khi xay xong người ta thường thu được một lượng nước cốt đậu lớn.
3. Nước cốt đậu được cho vào một túi vải thô, thưa sợi dài khoảng 1 m có miệng rộng với đường kính khoảng 30 cm và vắt để lọc bớt chất xơ.
4. Sau quá trình vắt lọc bằng túi vải ta thu được bã đậu và nước đậu sống. Bã đậu là chất xơ thừa còn trong túi được vo thành khối tròn lớn, to bằng quả bưởi, dùng làm thức ăn cho lợn.
5. Nước đậu sống sau đó được đưa vào nấu chín bằng một chiếc chảo lớn, đường kính khoảng 1.2 m, đun bằng bếp than đá. Quá trình nấu đậu này là một trong những khâu then chốt quyết định chất lượng đậu phụ có ngon hay không. Nếu đậu chín non ăn sẽ không ngọt, nếu quá lửa đậu ăn sẽ có mùi khê, khét cũng không ngon.
6. Sau khi nước đậu được nấu chín tới, người ta đổ ra một cái chum đất lớn và để nguội bớt đến nhiệt độ khoảng 80 °C.
7. Nước đậu nóng được cho thêm nước chua làm kết tủa đậu tương thành dạng bánh mà dân làng làm đậu vẫn thường gọi là "óc đậu". Dạng kết tủa này trông khá giống với món óc lợn. Nước đậu từ màu trắng sữa sau quá trình kết tủa chuyển trong và có ánh vàng nhạt với từng đám óc đậu lơ lửng.

## Gói, nén, bóc đậu
1. Người ta vớt óc đậu nhẹ nhàng theo kiểu hớt từng lớp mỏng 1 cm bằng một chiếc thìa kim loại có dạng hình tròn, đáy lõm (giống phần cắt ra từ đáy mặt cầu) cho vào một chiếc khăn xô nhỏ để gói với khuôn gỗ. Khăn gói đậu là loại vải xô mềm, có nhiều lỗ cho phép nước thấm qua, khăn được đặt trên khuôn gói bằng gỗ dạng hộp đứng dài khoảng 45 cm, rộng 4 cm, cao 40 cm.
2. Khăn gói đậu thường được thấm ướt để dễ gói, người ta để khăn chéo, cho óc đậu vào, nâng lên đặt xuống cho óc đậu cân đều giữa khăn và vắt đầu khăn qua lại khuôn gỗ để gói đậu. Loại khuôn này vừa dùng để gói vừa dùng để ép (nén) đậu, nhìn bề ngoài giống 2 miếng gỗ hình chữ nhật được gắn vào nhau và để hở một khoảng đúng bằng chiều rộng của miếng đậu, khuôn có thể tháo lắp từng phần để thuận lợi cho quá trình nén và dỡ đậu ra.
3. Sau khi gói xong đậu được cho vào lòng khuôn. Một khuôn thường đặt được vào trong lòng khuôn 20 chiếc đậu một mẻ. Cách xếp đậu là theo 5 hàng, 4 chiếc một hàng từ cao xuống thấp, giữa các hàng là các thanh gỗ chèn nhỏ có dạng hình khối chữ nhật rộng 4 cm, dài 15 cm, dày 4 cm.
4. Đậu vào khuôn xong sẽ chuyển sang ép đậu. Cả khuôn được đặt lên một chiếc bàn gỗ nhỏ dài giống bàn là quần áo nhưng có xẻ 2 rãnh thoát nước nhỏ dọc 2 mép bàn và chụm vào giữa ở đầu bàn. Người ta bổ sung thêm một số thanh gỗ vào lòng khuôn và đè nặng lên những thanh gỗ để ép những chiếc đậu cho chảy hết nước chua ra. Lúc này từng chiếc đậu vẫn còn rất nóng. Thời gian ép đậu vào khoảng 30 phút để có được miếng đậu chắc bánh, thơm ngon.
5. Đậu ép xong được dỡ ra để nguội và bóc lớp "áo" vải xô. Quá trình này được gọi là lột đậu. Chiếc đậu thành phẩm vừa lột ra vẫn còn nóng hổi, được xếp lên sàng. Nếu bán ngay người ta sẽ mang thẳng ra chợ, còn để đến chiều bán thì đậu sẽ được thả vào nước lạnh để bảo quản. Người bán đậu thời kỳ những năm 80, 90 của thế kỷ 20 ở Hà nội thường gánh những thùng giống như thùng nước ra chợ là vậy.

Chế biến công phu, nhưng món đậu phụ xưa nay vẫn là một trong những món ăn bình dân nhất, cho dù trong thời kỳ nào thì người ta cũng chỉ cần dùng những đơn vị tiền nhỏ như "trăm đồng" ngày nay (2006) để mua một bìa đậu (cách gọi dân gian của miếng đậu).
Đậu phụ nóng, mới có thể ăn luôn không cần chế biến, thường được chấm với mắm tôm, mắm tép hoặc nước mắm tỏi. Tuy nhiên, cách ăn phổ biến nhất vẫn là đậu rán, người ta rán đậu trong mỡ sôi già để có miếng đậu với lớp vỏ vàng, ròn và ngậy. Đậu rán có thể ăn với cơm hoặc bún. Món bún đậu mắm tôm với rau kinh giới là món ăn rẻ, ngon và hấp dẫn rất nhiều người.